# Josep Vicenç Foix

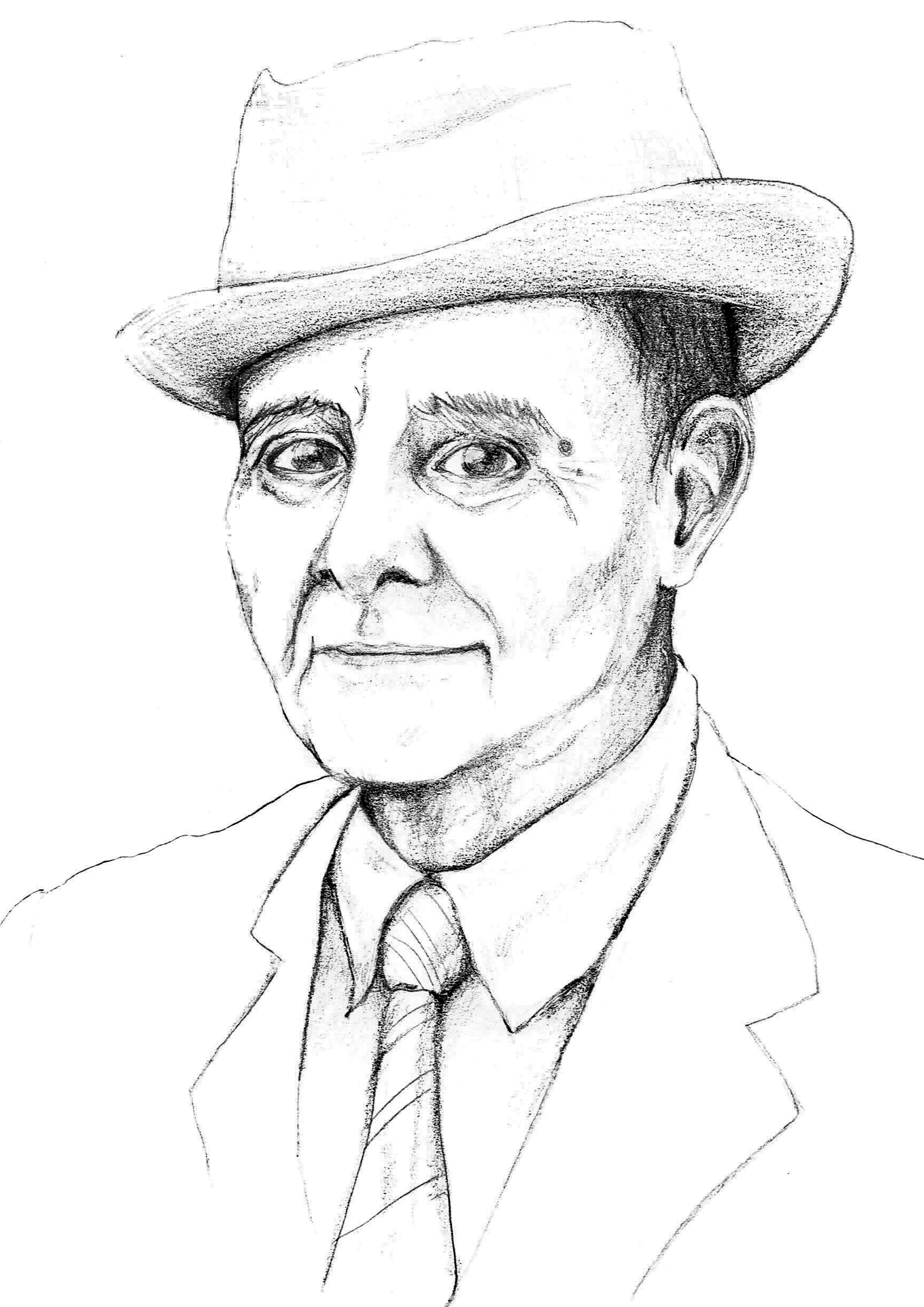
Josep Vicenç Foix i Mas

Josep Vicenç Foix pseud. J.V. Foix (ur. 28 stycznia 1893, zm. 29 stycznia 1987) – kataloński poeta i dziennikarz.
Był współzałożycielem nacjonalistycznej organizacji Acció Catalana. Jako pisarz tworzył pełne filozoficznych refleksji poezje łączące średniowieczne tradycje literackie z nowoczesną techniką zbliżona do surrealizmu. Był autorem m.in. zbiorów poezji Sol, i de dol (1936) oraz Les irreals Omegues (1949). Tworzył też prozę poetycką: Gertrudis (1927) oraz L'estrella d'en Perris (1963).

## Twórczość wybrana

### Poezje
- Sol i de dol 1947 (sonety)
- Les irreals omegues 1949
- On he deixat les claus? 1953
- Onze Nadals i un Cap d'Any 1960
- Desa aquests llibres al calaix de baix 1964
- Obres completes I, 1974 (poezja z lat 1971–1973)
- Cròniques de l’ultrason 1985

### Proza poetycka
- Del "Diari 1918" 1956
- L'estrella d'en Perris 1963
- Darrer comunicat' 1969
- Allò que no diu "La Vanguardia" 1971
- Tocant a mà 1972
- Obres completes II 1979
- Gertrudis